# 까타이프
까타이프(아랍어: قطايف)는 달콤한 소를 넣은 만두 모양 후식으로, 이집트와 레반트 등 중동 지역에서 널리 먹는다.

## 사진 갤러리

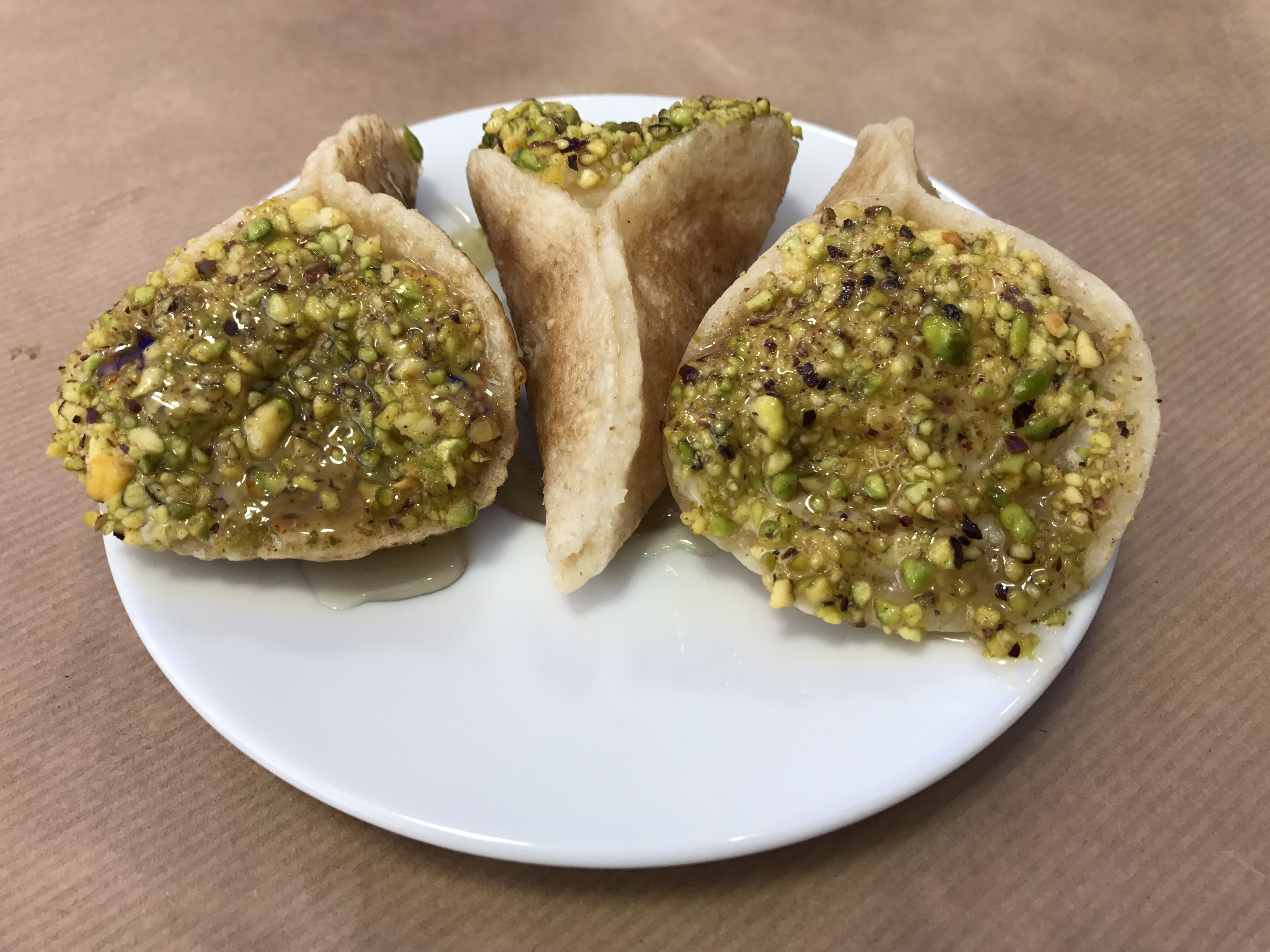
레바논식 까타이프
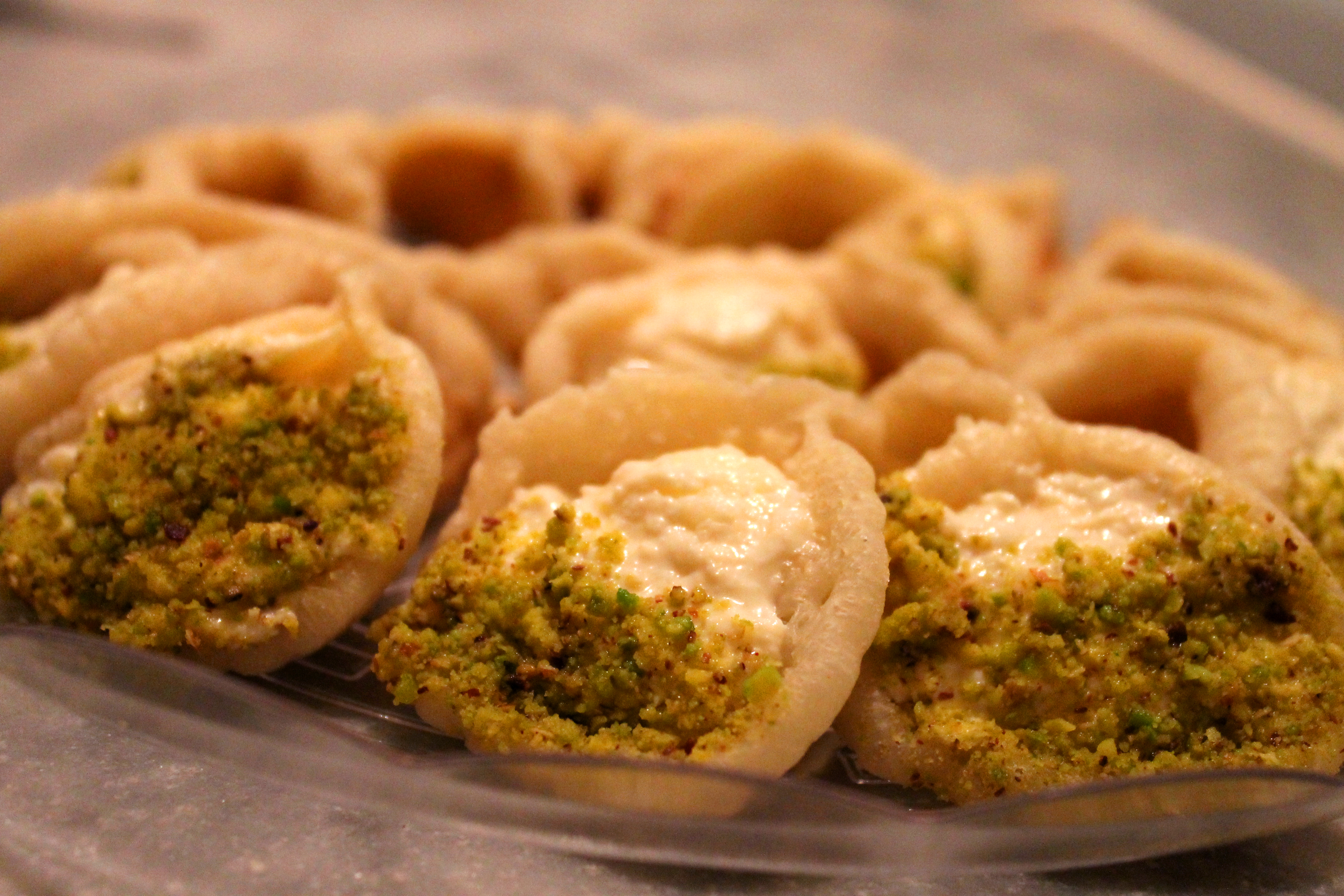
요르단식 까타이프
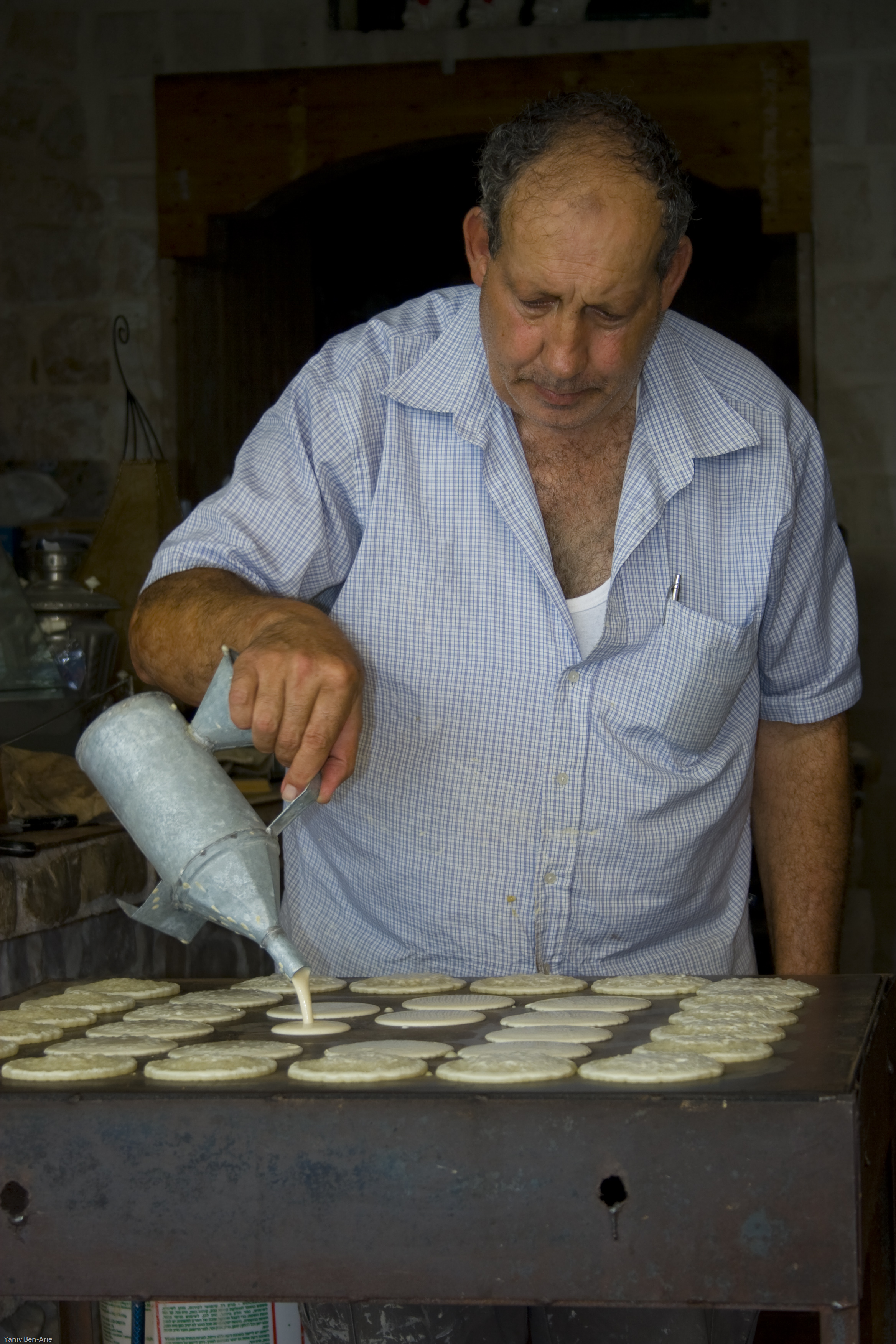
까타이프 만들기

## 같이 보기
- 만두과
- 카다이으프
- 카다이피